# Caringbah High School
 (septembre 2019).
Caringbah High School est une école secondaire mixte et sélective financée par le gouvernement, située à Caringbah, dans le comté de Sutherland de Sydney, en Nouvelle-Galles du Sud (Australie). 
L'école a ouvert en 1960 en tant qu'école secondaire mixte, et a été autorisée à devenir sélective (c'est-à-dire à n'accepter les élèves que sur critères) en 1989, contrairement à la Port Hacking High School voisine. En 2010, environ 900 étudiants étaient inscrits.